# جورج نوري، بارون نوري الثاني
جورج ويلوبي موكي نوري، بارون نوري الثاني من مواليد 27 أبريل 1936وهو نظير بريطاني وناشط بيئي. قام بتشريع تشريعات مهمة بشأن المتنزهات الوطنية والسباحة القانونية لتعزيز سلامة المياه للأطفال . ولديه سجل حافل كبطل للقطاع التطوعي البيئي.

## عنوان
جورج نوري هو الابن الأكبر لتشارلز ويلوغبي موكي نوري ، البارون نوري الأول والحاكم السابق لجنوب أستراليا .  فنجح في الحصول على اللقب عندما توفي والده، وشغل مقعدًا على مقاعد المحافظين في مجلس اللوردات. 
1. ↑  Hansard 1803–2005 (بالإنجليزية), QID:Q19204319
2. ↑  "Former Governors-General". gg.govt.nz. مؤرشف من الأصل في 2023-08-04.
3. ↑  "Parliamentary career for Lord Norrie – MPs and Lords – UK Parliament". Parliament of the United Kingdom. مؤرشف من الأصل في 2023-10-04.

- نوري، جورج (البارون نوري الثاني من ولنجتون نيوزيلندا) 2016، بوابات الاكتشاف، The Book Guild Ltd(ردمك 978 1911320 128)
- إدواردز، رون (1991) مناسب للمستقبل 1991: تقرير لجنة مراجعة المتنزهات الوطنية، لجنة الريف، شلتنهام(ردمك 0861702913)
- مايهيو، جون للحملة الاسكتلندية للمتنزهات الوطنية، جمعية حماية ريف اسكتلندا، (2013) الأعمال غير المكتملة: استراتيجية المتنزهات الوطنية لاسكتلندا